# Calendulauda poecilosterna
La alondra pechirrosa (Calendulauda poecilosterna) es una especie de ave paseriforme de la familia Alaudidae endémica de África oriental.

## Distribución y hábitat
Se estima que la alondra pechirrosa se extiende por una extensión total de unos 560.000 km² del Cuerno de África, distribuida por Etiopía, Kenia, Somalia, Sudán del Sur, Tanzania y Uganda.
Sus hábitats son la sabana seca, las zonas abiertas arboladas y de matorral, en particular de los de los géneros Acacia y Commiphora.

## Comportamiento
Generalmente se encuentra sola o en parejas, alimentándose en el suelo de insectos y semillas. Cuando es molestada vuela a ponerse a salvo en una posición elevada como un árbol o lo alto de un arbusto. También permanece posado en lo alto cuando emite su canto territorial.